# غور فيفا (الكرك)
غور فيفا منطقة سكنية تقع في لواء الأغوار الجنوبية، محافظة الكرك في الأردن. تنتمي المنطقة لقضاء غور الصافي الذي يضم 5 مناطق. يقدر عدد سكانها بـ 2994 نسمة حسب إحصاء 2015.

## التاريخ
يعتقد أن فيفا تتوافق مع الموقع التاريخي للبرازيديوم، وهو موقع مدرج في خريطة مادبا في القرن السادس الميلادي، أعيد اكتشافه في عام 1884.
خلال الفترة المملوكية، احتلت منطقة فيفا لاستغلال «الإمكانات الزراعية الغنية للمنطقة بأكملها».

## التهديدات
تعرض الموقع لنهب كبير.

## وصلات خارجية
صورة لغور فيفا من أرشف المركز الأمريكي للأبحاث الشرقية.

## الوصلات الخارجية
- دائرة الاحصاءات العامة